# Oratorio di Santa Barbara
Oratorio di Santa Barbara är ett oratorium i Rom, helgat åt den heliga jungfrumartyren Barbara. Oratoriet är beläget i anslutning till basilikan Santi Quattro Coronati i Rione Celio och tillhör församlingen Santissimo Salvatore e Santi Giovanni Battista ed Evangelista in Laterano.

## Oratoriets historia
Oratoriet omnämns i biografin över påve Leo IV (847–855) i Liber Pontificalis: in oratorio beatae Barbarae qui consitum est infra ecclesiam sanctorum IIII Coronatorum. Detta oratorium utgjorde ursprungligen en del av basilikan Santi Quattro Coronati, men är numera ett separat kapell. I oratoriet finns fragment av 1100-talsfresker föreställande Jungfrun och Barnet samt Scener ur den heliga Barbaras liv. I kryssvalvet återfinns avbildningar av evangelistsymbolerna.
Till höger om ingången finns en fresk från 800-talet, vilken framställer ett helgon med gloria iförd en vit tunika, röd mässhake och pallium; det avbildade helgonet har emellertid inte identifierats.

## Bilder
| - Fresker med scener ur den heliga Barbaras liv. |